# Курочкин, Владимир Михайлович (учёный)
Влади́мир Миха́йлович Ку́рочкин (1 июня 1926 — 15 мая 1999) — советский учёный в области информатики (специалист по вычислительной математике и математическому обеспечению ЭВМ), кандидат физико-математических наук (1949). Владимир Михайлович Курочкин стоял у истоков зарождения отечественного программирования и возглавлял отдел cистем математического обеспечения ВЦ РАН с самого начала основания ВЦ в 1955 г. по 1966 г. и затем с 1971 г. по 1991 г. В.М.Курочкин начал свою научную деятельность как математик-алгебраист на механико-математическом факультете Московского государственного университета. Им был опубликован ряд работ по теории колец и алгебр.

## Биография
В. М. Курочкин начал свою научную деятельность как математик-алгебраист на механико-математическом факультете Московского государственного университета. Специализировался по алгебре под руководством выдающегося алгебраиста А. Г. Куроша. Опубликовал ряд работ по теории колец и алгебр.
В 1949 г. защитил кандидатскую диссертацию.
В 1950 г. В. М. Курочкин поступил на работу в Институт точной механики и вычислительной техники АН СССР, где в то время под руководством академика С. А. Лебедева шла работа по созданию первых советских ЭВМ.
Принял деятельное участие в разработке системы команд ЭВМ БЭСМ. За эту работу В. М. Курочкин был награждён орденом Трудового Красного знамени.
В 1955 г. образуется Вычислительный Центр АН СССР. В. М. Курочкин возглавил лабораторию программирования, которая стала одним из основных центров этой новой тогда области науки в СССР. За время существования лаборатории из неё выделились несколько коллективов, составивших ядра других подразделений ВЦ АН СССР, а также других институтов (Вычислительный центр Сибирского отделения АН СССР — ныне Институт вычислительных технологий СО РАН, Центральный экономико-математический институт РАН).
Одним из первых в СССР В. М. Курочкин стал заниматься вопросами автоматизации программирования. В те годы, когда надёжность ламповых ЭВМ была крайне низка, а возможности связи ЭВМ с внешним миром оставались на уровне счётно-аналитических машин, В. М. Курочкин возглавил работу над созданием программирующих программ, а впоследствии — языков программирования и трансляторов.
Под руководством В. М. Курочкина были созданы транслятор ППС для ЭВМ Стрела-3 и транслятор с языка АЛГОЛ для ЭВМ БЭСМ-2. Вслед за этим В. М. Курочкиным была составлена оригинальная, широко применявшаяся «Компилирующая и интерпретирующая система» (КИС) для ЭВМ БЭСМ-2.
При этом был успешно воплощён ряд новых тогда, но сейчас ставших классическими методов: табличный подход к синтаксическому анализу, оптимальное по числу рабочих переменных программирование арифметических выражений.
Большой вклад внёс В. М. Курочкин в работы по языкам программирования. Он был деятельным участником международной группы по автоматизации программирования, разработавшей язык АЛГАМС и позднее — международной рабочей группы по языку Ада.
Большое значение имел созданный в ВЦ АН СССР под руководством В. М. Курочкина транслятор с языка АЛГОЛ 60 для ЭВМ БЭСМ-6 (на программистском жаргоне — «Алгол Курочкина»). Один из первых трансляторов с языков программирования высокого уровня для высокопроизводительных ЭВМ, он на протяжении многих лет служил важным инструментом для решения прикладных задач из различных областей естественных наук, широко использовался во многих организациях.
С 1955 по 1962 гг. в лаборатории также решались прикладные задачи, имевшие важное государственное значение, в том числе связанные с запуском первых искусственных спутников Земли. Методика и программы расчёта траекторий спутников были разработаны под руководством В. М. Курочкина. Во время запусков спутников институт закрывался для всех, кроме группы вычислителей, во дворе выставлялась охрана с прожекторами.
Работа над трансляторами естественно привлекла внимание В. М. Курочкина к вопросам автоматизации их разработки и формализации описания языков программирования. В основу такой формализации был положен аппарат атрибутных грамматик. Были сделаны обобщения атрибутных грамматик, позволяющие использовать их более эффективно для определения языков программирования. В. М. Курочкиным был предложен оригинальный асинхронный алгоритм вычисления семантических атрибутов.
С 1948 г. В. М. Курочкин вёл педагогическую работу в Московском физико-техническом институте. Он разработал вузовские программы по обеспечению ЭВМ, по линейному программированию, по методам трансляции. Под его руководством выполнено много диссертационных работ в области реализации языков программирования и теории программирования.
В. М. Курочкин был членом редколлегии Журнала вычислительной математики и математической физики и журнала «Программирование», редактором и переводчиком ряда изданий.

## Награды и признание
- Орден Трудового Красного Знамени (1956) — за успешное участие в коллективе создателей БЭСМ.
- Медаль «В ознаменование 100-летия со дня рождения Владимира Ильича Ленина» (1970) — за успехи в научной и преподавательской деятельности.
- Премия Отделения «Программирование» Института прикладной математики имени М. В. Келдыша РАН «За вклад в развитие российского программирования» (присуждена Курочкину Владимиру Михайловичу решением совета отделения и руководства научных школ от 8 января 1998 г.)

## Научные труды и учебные пособия

### Статьи и выступления
- Курочкин В. М. К теории локально простых и локально нормальных алгебр. // Матем. сб., 22(64):3 (1948). С. 443—454.
- Курочкин В. М. Кольца с условием минимальности для присоединённых идеалов. // Доклады АН СССР. 1949. Том LXVI. С. 549—551.
- Курочкин В. М. Расщепление алгебр в полупрямую сумму радикала и полупростой подалгебры. // Уч. записки Моск. гос. ун-та, 148 (1951). С. 192—203.
- Курочкин В. М. Представление колец Ли в ассоциативных кольцах // Матем. сб., 28(70):2 (1951). С. 467—472.
- Курочкин В. М., Ершов А. П. Автоматическое программирование, современное состояние, основные проблемы // Тез. докл. совещ. по вычисл. математике и применению средств вычисл. техники. Баку, 1958. С. 15.
- Курочкин В. М., Ершов А. П., Великанова Т. М., Ким К. В. Программирующая программа для машины «Стрела» (ППС) // Тез. докл. совещ. по вычисл. математике и применению средств вычисл. Техники. Баку, 1958. С. 16.
- Курочкин В. М., Подшивалов Д. Б., Седанкина Г. И., Срагович А. И., Стрелкова Н. Н., Фалетова А. Я. Система БЭСМ-Алгол. // Вторая Всесоюз. конф. по программированию. Новосибирск, 1970
- Курочкин В. М., Бирюков А. Н., Серебряков В. А. Глобальные атрибуты и их использование при определении языков программирования // ЖВМиМФ, 1980, Т. 20, № 5. С. 1284—1293.
- Курочкин В. М., Серебряков В. А. Вопросы разработки и использования атрибутных систем построения трансляторов. // Сб. Проблемы прикладной математики и информатики. М.: Наука, 1987.
- Kurochkin V.M. A Universal Economical Algorithm of Attribute Evaluation. Informatics’88. Proceedings of the French-Soviet Symposium. INRIA. Nice. 1988.
- Курочкин В. М. Критерий LR(1)-грамматики. // Программирование. 1993. № 4. С. 26-28.
- Курочкин В. М. Алгоритмы вычисления атрибутов в атрибутных грамматиках. // Программирование. 1995. № 3. С. 3-8.
- Курочкин В. М. Быстрый метод лексического анализа. // Программирование. 1997. № 5. С. 33-35.

### Учебные пособия
- Абрамов А. А., Антипов И. Н., Курочкин В. М., Ульянова В. И. Алгол для школьника. М.: ВЦ АН СССР, 1969.
- Абрамов А. А., Антипов И. Н., Курочкин В. М., Ульянова В. И. Упрощённый Алгол. Синтаксис и семантика. М.: ВЦ АН СССР, 1972. 28 с.
- Курочкин В. М., Столяров Л. Н., Сушков Б. Г., Флёров Ю. А. Теория и реализация языков программирования: Курс лекций. М.: МФТИ, 1973 и 1978 г. (1-е и 2-е изд.)

## Редакторская деятельность
Видное место в деятельности В. М. Курочкина также занимала редакторская деятельность в издательствах Физматгиз, Иностранная литература и Мир. При этом он не редко глубоко вникал во многие описания и по существу. Так, им была обнаружена и исправлена неточность в статье Д. Кнута (в сб. «Языки программирования». М.: Мир, 1972), посвящённой вычислению атрибутов в атрибутных грамматиках и статья вышла в Свет в уже исправленном виде.
1. Бут, Эндрью Дональд. Автоматические цифровые машины / Э. Д. Бут, К. Бут ; Пер. с англ. Т. М. Тер-Микаэляна, И. Н. Лебедева-Сорина ; Под ред. В. М. Курочкина. — Москва : Физматгиз, 1959. — 320 с.
2. Бут, Эндрью Дональд. Численные методы / Пер. с англ. Т. М. Тер-Микаэляна ; Под ред. В. М. Курочкина. — Москва : Физматгиз, 1959. — 239 с.
3. Мак-Кракен, Дэниэл Делберт. Программирование для цифровых вычислительных машин / Пер. с англ. В. М. Курочкина [и др.] ; Под ред. В. М. Курочкина. — Москва : Изд-во иностр. лит., 1960. — 306 с.
4. Ланс, Дж. Н. Численные методы для быстродействующих вычислительных машин / Пер. с англ. И. А. Брина ; Под ред. В. М. Курочкина. — Москва : Изд-во иностр. лит., 1962. — 208 с.
5. Карр, Дж. Лекции по программированию: Пер. с англ. / Под ред. В. М. Курочкина. — Москва : Изд-во иностр. лит., 1963. — 288 с.
6. Б. Ренделл, Л. Рассел. Реализация Алгола-60. Пер. с англ. Д. Б. Подшивалова под ред. В. М. Курочкина. М.: Мир, 1967. 475 с.
7. Универсальный язык программирования PL/1 : Пер. с англ. / Под ред. [и с предисл.] В. М. Курочкина. — Москва : Мир, 1968. — 352 с.
8. Флорес, Айвен. Программное обеспечение / А. Флорес ; Пер. с англ. Д. Б. Подшивалова; Под ред. В. М. Курочкина. — Москва : Мир, 1971. — 519 с.
9. Языки программирования : [Учеб. пособие] / Ред. Ф. Женюи ; Перевод с англ. В. П. Кузнецова ; Под ред. В. М. Курочкина. — Москва : Мир, 1972. — 406 с.
10. А. Ахо, Дж. Ульман. Теория синтаксического анализа, перевода и компиляции. Т. 1. Пер. с англ. В. Н. Агафонова под ред. В. М. Курочкина. М.: Мир, 1978. 614 с.
11. А. Ахо, Дж. Ульман. Теория синтаксического анализа, перевода и компиляции. Т. 2. Пер. с англ. А. Н. Бирюкова и В. А. Серебрякова под ред. В. М. Курочкина. М.: Мир, 1978. 487 с.
12. Гилман, Л. Курс АПЛ: диалоговый подход / Перевод с англ. С. П. Прохорова; Под ред. В. М. Курочкина. — Москва : Мир, 1979. — 524 с.
13. Семантика языков программирования : Сб. статей / Перевод с англ. А. Н. Бирюкова, В. А. Серебрякова; Под ред. В. М. Курочкина. — М.: Мир, 1980. — 395 с.
14. Современный компьютер : Сб. науч.-попул. ст. / Перевод с англ., под ред. В. М. Курочкина; предисл. Л. Н. Королёва. — М.: Мир, 1986. — 210,[1] с.
15. Вирт, Никлаус. Программирование на языке Модула-2 / Перевод с англ. В. А. Серебрякова, В. М. Ходукина; Под ред. В. М. Курочкина. — М. : Мир, 1987. — 222 с.
16. Знакомьтесь: компьютер / [П. Брирли, М. Ротену, Р. Заксу и др.]; Перевод с англ. К. Г. Батаева; Под ред. В. М. Курочкина. — М.: Мир, 1989. — 238,[2] с.
17. Язык компьютера / [О. Вудз, Д. Фурлонг, С. Е. Роу и др.]; Пер. с англ. С. Е. Морковина, В. М. Ходукина; Под ред. В. М. Курочкина. — М.: Мир, 1989. — 239,[1] с.